# Європейська культурна конвенція 1954
Європейська культурна конвенція ― Розроблена державами-членами Ради Європи і відкрита для підписання 1 березня 1954 у Парижі. Її норми спрямовані на удосконалення статутних положень діяльності Організації Об’єднаних Націй в питаннях освіти, науки і культури(ЮНЕСКО) щодо європейських країн. Того ж року, вступивши слідом за СРСР до ЮНЕСКО, Українська РСР приєдналася до Є.к.к. (12 травня 1954).
Приєднання до конвенції сприяло популяризації української культури в Європі й світі. Було проведено міжнародне відзначення 150-ліття Т. Г. Шевченка, 100-ліття від дня народження Л. Українки, І. Котляревського, М. Коцюбинського, І. Франка, Г. Сковороди, Є. Патона. На підтримку положень Є.к.к. Україна бере участь у загальноєвропейському співробітництві щодо охорони культурної та природної спадщини, заходах, спрямованих на заборону і запобігання незаконного переміщення культурних цінностей.